# Nœud de garniture
 (signalé en juin 2025).
Si vous disposez d'ouvrages ou d'articles de référence ou si vous connaissez des sites web de qualité traitant du thème abordé ici, merci de compléter l'article en donnant les références utiles à sa vérifiabilité et en les liant à la section « Notes et références ».
- Archive Wikiwix
- Bing
- Cairn
- DuckDuckGo
- E. Universalis
- Gallica
- Google
- G. Books
- G. News
- G. Scholar
- Persée
- Qwant
- (zh) Baidu
- (ru) Yandex

Le nœud de garniture est une surliure pratiquée sur des perches de bois pour les assembler longitudinalement. Avec le nœud de tête de bigue, ils constituent les nœuds de brêlage.

## Réalisation du nœud de garniture
Les deux bois sont préparés en réalisant un méplat à l'endroit de l'assemblage.
Réaliser une ganse est posée sur le bois dans la longueur. Le courant est enroulé sur les deux bois de façon jointive en enserrant la ganse. Le nombre de tour dépend de la section des bois et du cordage. l'enroulement doit avoir une longueur égale ou supérieure au diamètre des bois. L'extrémité du courant est alors passée dans la ganse. Le dormant est tiré ce qui ramène le courant sous l'enroulement.